# Soraya Verhoeve
Soraya Verhoeve (Amsterdam, 28 dicembre 1997) è una calciatrice olandese, difensore del Telstar.

## Palmarès

### Club
- Campionato olandese: 3

Ajax: 2016-2017, 2017-2018, 2022-2023
- Coppa dei Paesi Bassi: 4

Ajax: 2016-2017, 2017-2018, 2018-2019, 2021-2022